# Troarn (tổng)
Tổng Troarn là một tổng thuộc tỉnh Calvados trong vùng Normandie.
Tổng này được tổ chức xung quanh Troarn ở quận Caen. Độ cao khu vực này dao động từ 2 m (Argences) đến 74 m (Argences) với độ cao trung bình 25 m.

## Hành chính
| Giai đoạn     | Ủy viên          | Đảng | Tư cách                |
| ------------- | ---------------- | ---- | ---------------------- |
| 1994 - actuel | Christian Piélot | PS   | Thị trưởng Sannerville |

## Các đơn vị trực thuộc
Tổng Troarn gồm 17 xã với dân số 21 625 người (điều tra dân số năm 1999, dân số không tính trùng)
| Xã                        | Dân số | Mã bưu chính | Mã insee |
| ------------------------- | ------ | ------------ | -------- |
| Argences                  | 3 241  | 14370        | 14020    |
| Banneville-la-Campagne    | 88     | 14940        | 14036    |
| Cagny                     | 1 592  | 14630        | 14119    |
| Canteloup                 | 166    | 14370        | 14134    |
| Cléville                  | 269    | 14370        | 14163    |
| Cuverville                | 1 779  | 14840        | 14215    |
| Démouville                | 3 052  | 14840        | 14221    |
| Émiéville                 | 349    | 14630        | 14237    |
| Giberville                | 4 606  | 14730        | 14301    |
| Janville                  | 406    | 14670        | 14344    |
| Saint-Ouen-du-Mesnil-Oger | 147    | 14670        | 14637    |
| Saint-Pair                | 200    | 14670        | 14640    |
| Saint-Pierre-du-Jonquet   | 155    | 14670        | 14651    |
| Sannerville               | 1 624  | 14940        | 14666    |
| Touffréville              | 292    | 14940        | 14698    |
| Troarn                    | 3 176  | 14670        | 14712    |
| Vimont                    | 483    | 14370        | 14761    |

## Biến động dân số
| 1962                                                     | 1968   | 1975   | 1982   | 1990   | 1999   |
| -------------------------------------------------------- | ------ | ------ | ------ | ------ | ------ |
| 9 341                                                    | 11 491 | 13 266 | 18 189 | 20 263 | 21 625 |
| Nombre retenu à partir de 1962 : dân số không tính trùng |        |        |        |        |        |